# Тарничка (пам'ятка природи)
Тарничка — геологічна пам'ятка природи місцевого значення в Україні. Розташована в межах Усть-Путильської сільської громади Вижницького району Чернівецької області, на південній околиці села Усть-Путила.
Площа 2 га. Статус присвоєно згідно з рішенням 7-ї сесії обласної ради V скликаннявід 16.10.2006 року № 105-7/06. Перебуває у віданні Карпатський держспецлісгосп АПК, Карпатське лісництво (Карпатське л-во, кв. 30, вид. 1, 2).
Статус присвоєно для збереження вертикального відслонення карпатського фліша, де виявлено змієподібні сліди на алевролітовій породі, залишені тваринами (біогліфи). Пам'ятка природи розташована в масиві Покутсько-Буковинські Карпати.